# Sokółki (powiat olecki)
Sokółki (niem. Sokolken) – wieś w Polsce położona w województwie warmińsko-mazurskim, w powiecie oleckim, w gminie Kowale Oleckie.
W latach 1973–1976 miejscowość była siedzibą gminy Sokółki. W latach 1975–1998 miejscowość należała administracyjnie do województwa suwalskiego.
Wieś czynszowa założona w 1564 r. na 40 włókach przez Marka Sokoła ze starostwa ełckiego. Nazwa wsi wzięła się od nazwiska zasadźcy. Marek Sokół kupił od starosty książęcego 4 włóki sołeckie i zobowiązał się założyć wieś czynszową w miejscu między Cichym, Staczami, Żydami i Wężewem. Brat Marka pozostał na ojcowiźnie w starostwie ełckim. Wieś zamieszkiwała ludność polska. W roku 1737 powstała w Sokółkach jednoklasowa szkoła, przekształcona w latach międzywojennych w dwuklasową. We wsi dawniej funkcjonowały: zawodowa szkoła gospodarstwa domowego, mleczarnia, straż pożarna, towarzystwo sportowe i dwa młyny. W 1938 we wsi było 224 mieszkańców.
W ramach akcji germanizacyjnej w 1938 r. zmieniono dawną, historyczną nazwę wsi na Halldorf.